# 第10回全日本女子サッカー選手権大会
第10回全日本女子サッカー選手権大会（だい10かいぜんにほんじょしさっかーせんしゅけんたいかい）は、1989年3月21日から3月25日に開催された全日本女子サッカー選手権大会。16チームの参加で実施した。
この年の9月に日本女子サッカーリーグ(JLSL)の開幕を控えて開催されたこの大会は、同リーグの試合時間が80分（40分ハーフ）となることから準決勝（前大会まで60分）と決勝（前大会まで90分）が80分になった。
前大会に初優勝を果たした読売サッカークラブ女子・ベレーザ（現・日テレ・ベレーザ）が、高槻女子フットボールクラブを降して2連覇を果たし、手塚貴子（ベレーザ）が最優秀選手賞を受賞した。3位は清水第八スポーツクラブと日産FCレディースであった。

## 成績
- 優勝：読売サッカークラブ女子・ベレーザ
- 準優勝：高槻女子フットボールクラブ
- 第3位：清水第八スポーツクラブ、日産FCレディース

## 出場チーム

### 前回優勝
- 読売サッカークラブ女子・ベレーザ

### 北海道地域
- モルテンはばたけ

### 東北地域
- 宮城広瀬高校クラブ

### 関東地域
- 新光精工FCクレール（←FC小平）
- 日産FCレディース
- 相模原サッカークラブ
- FC PAF

### 北信越地域
- 富山レディースサッカークラブ

### 東海地域
- 清水第八スポーツクラブ
- 名古屋レディース

### 関西地域
- 神戸FCレディース
- 高槻女子フットボールクラブ
- 兵庫教育大学女子サッカー部

### 中国地域
- 広島県立廿日市高校サッカー部女子

### 四国地域
- 愛媛県立宇和島南高校

### 九州地域
- 熊本レディース飽田

## 開催方式

### 試合規定
- 試合時間
  - 1、2回戦、準々決勝:60分（30分ハーフ）
  - 準決勝、決勝:80分（40分ハーフ）
  - 規定時間内に決しない場合はPK戦。ただし準決勝以後は20分（10分ハーフ）の延長戦を行い、決しない場合はPK戦。

### 試合会場
1回戦・準々決勝
- 国立西が丘サッカー場
- 国立西が丘運動場

準決勝
- 国立西が丘サッカー場

決勝
- 国立霞ヶ丘競技場陸上競技場

## 結果

### 1回戦
| 1989年3月21日 10:00 |

| 読売サッカークラブ女子・ベレーザ | 10 - 0 | 富山レディースサッカークラブ |
|                                  |        |                              |

| 国立西が丘サッカー場 |

| 1989年3月21日 11:30 |

| FC PAF | 0 - 2 | 兵庫教育大学女子サッカー部 |
|        |       |                            |

| 国立西が丘サッカー場 |

| 1989年3月21日 13:00 |

| 日産FCレディース | 8 - 0 | 名古屋レディース |
|                  |       |                  |

| 国立西が丘サッカー場 |

| 1989年3月21日 14:30 |

| 愛媛県立宇和島南高校 | 0 - 3 | 神戸FCレディース |
|                      |       |                  |

| 国立西が丘サッカー場 |

| 1989年3月21日 10:00 |

| 清水第八スポーツクラブ | 4 - 0 | モルテンはばたけ |
|                        |       |                  |

| 国立西が丘運動場 |

| 1989年3月21日 11:30 |

| 宮城広瀬高校クラブ | 0 - 0 | 相模原サッカークラブ |
|                    |       |                      |
|                    | PK戦  |                      |
|                    | 2 - 3 |                      |

| 国立西が丘運動場 |

| 1989年3月21日 13:00 |

| 高槻女子フットボールクラブ | 2 - 1 | 熊本レディース飽田 |
|                            |       |                    |

| 国立西が丘運動場 |

| 1989年3月21日 14:30 |

| 広島県立廿日市高校 | 0 - 4 | 新光精工FCクレール |
|                    |       |                    |

| 国立西が丘運動場 |

### 準々決勝
| 1989年3月22日 12:00 |

| 読売サッカークラブ女子・ベレーザ | 3 - 0 | 兵庫教育大学女子サッカー部 |
|                                  |       |                            |

| 国立西が丘運動場 |

| 1989年3月22日 13:30 |

| 日産FCレディース | 1 - 0 | 神戸FCレディース |
|                  |       |                  |

| 国立西が丘運動場 |

| 1989年3月22日 12:00 |

| 清水第八スポーツクラブ | 5 - 0 | 相模原サッカークラブ |
|                        |       |                      |

| 国立西が丘サッカー場 |

| 1989年3月22日 13:30 |

| 高槻女子フットボールクラブ | 1 - 0 | 新光精工FCクレール |
|                            |       |                    |

| 国立西が丘サッカー場 |

### 準決勝
| 1989年3月24日 12:00 |

| 読売サッカークラブ女子・ベレーザ | 5 - 0 | 日産FCレディース |
|                                  |       |                  |

| 国立西が丘サッカー場 |

| 1989年3月24日 14:00 |

| 清水第八スポーツクラブ | 0 - 3 | 高槻女子フットボールクラブ |
|                        |       |                            |

| 国立西が丘サッカー場 |

### 決勝
| 1989年3月25日 14:00 |

| 読売サッカークラブ女子・ベレーザ | 2 - 0 | 高槻女子フットボールクラブ |
|                                  |       |                            |

| 国立霞ヶ丘陸上競技場 |